# Lephana tetraphorella
Lephana tetraphorella là một loài bướm đêm trong họ Erebidae.